# Ameridion aspersum
Ameridion aspersum är en spindelart som först beskrevs av F. O. Pickard-Cambridge 1902.  Ameridion aspersum ingår i släktet Ameridion och familjen klotspindlar.
Artens utbredningsområde är Guatemala. Inga underarter finns listade i Catalogue of Life.